# Valle de Vázquez
Valle de Vázquez es una localidad del estado mexicano de Morelos. Es parte del municipio de Tlaquiltenango.

## Toponimia
El nombre «Vázquez» rinde homenaje a Lorenzo Vázquez Herrera, militar partícipe de la revolución mexicana, oriundo de Tlaquiltenango.

## Demografía
| Gráfica de evolución demográfica |
|                                  |

| Censo | Población |
| ----- | --------- |
| 1900  | 346       |
| 1910  | 489       |
| 1921  | 189       |
| 1930  | 339       |
| 1940  | 464       |
| 1950  | 262       |
| 1960  | 390       |
| 1970  | 832       |
| 1980  | 1058      |
| 1990  | 1052      |
| 2000  | 1008      |
| 2010  | 1125      |
| 2020  | 1088      |